# Haderup Å
Haderup Å er en  omkring seks kilometer lang stærkt slynget å, der opstår ved sammenløbet af Feldborg Bæk og Stavlund Å,  tre kilometer syd for Haderup i Herning Kommune. Åen er det største tilløb til  Karup Å, som den løber til ved Hagebro, cirka to kilometer nord for byen Haderup, nær primærrute 16 omkring lidt over 20 kilometer øst for Holstebro.

## Fredning
Et område på  65 hektar langs Haderup Å blev fredet i 1982. Det er en cirka 2,5 kilometer lang strækning syd for Haderup, hvor fredningen skal sikre de landskabelige værdier på begge sider af åen. Fredningen  ligger midt i den store flade Karup Hedeslette. Ved Haderup Å ligger sammenblæste klitlandskaber, der i dag er tilgroede, med egekrat. Dele af åen har været rettet ud, men siden fredningen har Haderup Å fået flere af sine slyngninger genskabt. Den nederste del af åen, lige før udløbet i Karup Å er en del af Natura 2000-område nr. 40 Karup Å, Kongenshus og Hessellund Heder.